# ذئب الهملايا
ذئب الهملايا من الأنواع المهددة بالانقراض، تحاليل الحمض النووي تشير إلى أن ذئب الهملايا يختلف وراثياً عن الذئب التبتي (الاسم العلمي: Canis lupus chanco) لذا تم إضافة كلمة himalayensis تمييزاً له. لكن المتخصصون في دراسة الذئاب في الاتحاد الدولي لحفظ الطبيعة يعتبرونه ذئباً تبتياً لذا فهو نويع من الذئب الرمادي. حالياً يوجد 350 فرداً من ذئب الهملايا تتوزع في 70،000 كيلومتر مربع (27،000 ميل مربع) في الأراضي التي تمتد فيها سلسلة جبال الهملايا، فهي متكيفة لتعيش في المناطق الباردة.